# Първи президентски мандат на Доналд Тръмп
Първият президентски мандат на Доналд Тръмп започва на 20 януари 2017 г., след встъпването му в длъжност като 45-ия президент на САЩ, наследявайки на поста Барак Обама. Член на Републиканската партия, Тръмп е бизнесмен и реалити звезда от Ню Йорк по време на победата си на президентските избори през 2016 г. над кандидата от Демократическата партия, Хилъри Клинтън. Въпреки че Тръмп губи по брой гласове с почти три милиона, той печели гласовете на Избирателната колегия с 304 на 227 в президентска надпревара. Одобрението за Тръмп е стабилно, движещо се между високи 30 и средата 40% по време на мандата му.
Тръмп отменя мерки за опазване на околната среда, приети като мерки в борбата с глобалното затопляне. Той слага край на плана за чиста енергия, напуска Парижкото споразумение от 2015 г. за намаляване на климатичните промени и призовава за увеличение на субсидиите за производство на изкопаеми горива, наричайки предизвиканите от човека климатични промени мит. Тръмп се проваля в усилията си да отмени закона за защита на пациентите и достъпна грижа, но подписва указ който елиминира клаузата за индивидуална споделена отговорност. Въвежда частична отмяна на закона Дод-Франк, който преди това налага по-сериозни ограничения на банките след световната финансова криза от (2007 – 2008) и се оттегля от споразумението за транс-атлантическо сътрудничество. Тръмп подписва закона за данъчни облекчения и заетост от 2017 г., който намалява корпоративните данъци и тези върху имотите за постоянно. Краткосрочно са намалени индивидуалните данъци. Тръмп въвежда търговски мита върху вноса на стомана и алуминий и други стоки, предизвиквайки въвеждането на ответни мита от страна на Канада, Мексико и Европейския съюз и старта на търговска война с Китай.
Външната политика на Доналд Тръмп включва повече едностранни действия от американска страна, пренебрегвайки съветите и подкрепата на много традиционни партньори същевременно приближавайки САЩ до други страни като Саудитска Арабия и Израел. Кабинетът на Тръмп се съгласява на сделка за продажбата на оръжия на стойност $110 милиарда на Саудитска Арабия, признава Йерусалим за столица на Израел, оттегля САЩ от иранското ядрено споразумение и издава спорна заповед за отказването на достъп до САЩ на граждани от няколко страни. Кабинетът му изтегля американските войници от северна Сирия, позволявайки на Турция да нападне намиращите се там кюрди. Администрацията на Доналд Тръмп еднолично решава да проведе разговори със Северна Корея. В резултат на искането на Тръмп за федерално финансиране на гранична стена между САЩ и Мексико американското правителство прекратява работа между 22 декември 2018 г. и 25 януари 2019 г. (най-дългото в историята). Тръмп слага край на програмата ДАКА, позволяваща на някои хора, намиращи се на американска територия нелегално вследствие на пристигането си като деца да получат подновяващо се двугодишно отлагане на депортацията си. Кабинетът на Тръмп прилага политика на нулева толерантност по отношение на задържането на семейства, преминаващи американската граница с Мексико и въвежда спорната практика за разделяне на родители и деца, което предизвиква национален и международен отзвук.
След като Тръмп отстранява директора на ФБР Джеймс Коми през май 2017 г. бившия директор на бюрото Робърт Мълър е назначен за специален разследващ по случая с руската намеса на изборите през 2016 г. и свързаните въпроси, включително координацията и връзките между кампанията на Тръмп и руското правителство. Шестима съветници и служители от щаба на Доналд Тръмп са обвинени, като петима от тях се признават за виновни. Тръмп многократно отрича обвиненията в заговор и възпрепятстване на справедливост и често критикува разследването, наричайки го политически мотивиран „лов на вещици“. Заключението на Мълър идва през март 2019 г. с доклад показващ руска намеса в полза на Тръмп и във вреда на Хилъри Клинтън. Според заключението на доклада наличните доказателства „не установяват, че служители от кампанията на Тръмп са заговорничели или действали заедно с руското правителство“, но документира десет случая от президентския мандат на Тръмп, които могат да бъдат тълкувани като възпрепятстване на правосъдието. Екипът на Мълър е неспособен да обвини Тръмп след като разследващите спазват препоръка на службата за юрисконсулт, че не може да бъде започнат съдебен процес срещу действащ президент, но не го оправдава по случая. Бар и заместник главния прокурор Род Розенстийн решават, че доказателствата не са достатъчни за да демонстритат престъпление или възпрепятсване на закона. По-късно Бар заявява, че не е оправдал Тръмп.
Камарата на представителите започва разследване за импийчмънт след като доклад от септември 2019 г. сочи че Тръмп е злоупотребил с президентските си правомощия, прилагайки политически натиск върху президента на Украйна Володимир Зеленски да предприеме действия, които биха имали ефекта на помощ в кампанията му за преизбиране през 2020 г. Тръмп нарежда задържането на одобрена от Сената военна помощ за Украйна. Впоследствие свидетели разкриват, че Тръмп и сътрудниците му са прилагали този политически натиск от месеци. На 18 декември 2019 г. Тръмп се превръща в третия американски президент в историята, импийчнат от Камарата на представителите.

## Президентски избори през 2016
На 9 ноември 2016 г. републиканските кандидати Доналд Тръмп от Ню Йорк и Майк Пенс от Индиана печелят президентските избори, побеждавайки представителите на Демократическата партия, бившия държавен секретар Хилъри Клинтън и сенатора Тим Кейн. 
Считаните от някои за популистки и националистически позиции на Тръмп срещу нелегалната имиграция и различни споразумения за свободна търговия, като NAFTA и Транс-Тихоокеанско партньорство печелят подкрепа за него особено сред белите, работниците и избирателите без висше образование. В крайна сметка обаче Тръмп взима приблизително толкова гласове и от завършилите образованието си в колеж, колкото и Хилъри Клинтън, и печели всички „вътрешни“ щати без Колорадо, Невада, Ню Мексико и Илинойс. Много от неговите коментари в предизборната му кампания са противоречиви, с което ѝ помагат да предизвика широко отразяване в медиите и социалните мрежи.
Тръмп печели изборите с 304 гласа на избирателната колегия срещу 227 за Клинтън и въпреки че губи популярния вот с почти 3 милиона гласа. По този начин Тръмп става петия американски президентq спечелил изборите с по-малко гласове от опонента си. По това време републиканците имат мнозинство и в двете камари на Конгреса.
Тръмп прави фалшиви твърдения относно броя на случаите на изборна измама – до пет милиона нелегални гласа – в полза на Хилъри Клинтън и призовава за разследване след встъпването си в длъжност. Множество проучвания не намират доказателства за наличието на масово разпространена изборна измама.

## Преходен период, встъпване в длъжност и първи 100 дни
Преди изборите, Тръмп обявява Крис Кристи за председател на преходния си екип. След изборите, Вицепрезидента Майк Пенс заменя Кристи на тази длъжност, докато Кристи поема ролята на съпредседател заедно със сенатора Джеф Сешънс от Алабама, пенсионирания генерал Майкъл Флин, бившия кмет на Ню Йорк Руди Джулиани и бившия говорител на Камарата на представителите Нют Гингрич.
Тръмп встъпва в длъжност на 20 януари 2017 г. Придружаван от жена си Мелания Тръмп, той се заклева пред председателя на Върховния съд Джон Робъртс. Във встъпителната си реч, продължила 17 минути, Тръмп заклеймява съвременна Америка, обещавайки да сложи край на „американската сеч“ и заявявайки, че американските „богатство, сила и увереност са се разпуснали“. Повтаря слогана на кампанията си „Първо Америка“ и обещава, че „всяко решение засягащо търговия, данъци, имиграция и външна политика ще бъдат в полза на американските работници и заводи“. На 70 години, Тръмп изпреварва Роналд Рейгън и става най-възрастния президент встъпил в длъжност, както и първия без никакъв предишен правителствен или военен опит. Най-големите еднодневни протести в историята на САЩ се провеждат срещу президентския мандат на Тръмп в деня след встъпването му в длъжност.
Едно от големите постижения през първата година на мандата му е одобрението на Нийл Горсъч за съдия във Върховния съд на САЩ. В структурно отношение, Тръмп има предимството на републиканско мнозинство и в двете камари на парламента, но въпреки това не успява да реализира големите си обещания през първите 100 дни от мандата си и има рейтинг на одобрение от между 40% и 42%, който е най-ниския за първи мандат на американски президент. Въпреки че опитва да постигне напредък по една от основните си икономически политики – отмяната на Закона Дод-Франк за реформиране на Уол Стрийт и защита на потребителя – провала му в отменянето на Закона за защита на пациента и достъпно здравеопазване през първите 100 дни от мандата му е голям неуспех. Тръмп подписва 24 изпълнителни заповеди през първите си 100 дни като президент, най-големия брой от времето на Втората световна война.

## Персонал
Администрацията на Тръмп се отличава с рекорден брой от промени в персонала, особено на служителите в Белия дом. В края на първата си година като президент, 34% от служителите на Тръмп подават оставка, уволнени са или са преназначени. Към началото на март 2018 г., 43% от висшите служители в Белия дом са сменени. Администрацията сменя повече служители през първите си две години и половина, отколкото петте предишни президенти през целите си мандати. Към октомври 2019 г., един на всеки 14 от политическите назначения на Тръмп е бивш лобист; по-малко от три години след встъпването си в длъжност, Тръмп назначава над четири пъти повече лобисти отколкото Обама по време на първите си шест години като президент.
На 5 септември 2018 г., Ню Йорк Таймс публикува статия със заглавие „Аз съм част от съпротивата в администрацията на Тръмп“, написана от анонимен висш служител в президентската администрация. Авторът твърди, че „много от висшите служители в администрацията работят усърдно отвътре против част от дневния ред и най-лошите склонности на президента“.

## Номинации на съдии
През първият си месец на поста, Тръмп номинира федералния апелативен съдия Нийл Горсъч за попълване на овакантеното място във върховния съд, което се появява след смъртта на Антонин Скалия през февруари 2016 г. Барак Обама не успява да попълни празното място чрез своя номинация заради съпротивлението на републиканците. Горуш е одобрен от сената с 54 – 45 гласа.
През юни 2018 г. съдия Антъни Кенеди обявява оттеглянето си от върховния съд. Тръмп номинира Брет Кавано за овакантеното място. По време на процеса за одобрение, Кавано е обвинен в сексуално посегателство от Кристин Блази Форд, по времето, когато двамата са посещавали гимназия. Сената гласува 50 – 48 за да одобри Кавано за съдия във върховния съд.
До ноември 2018 г. Тръмп назначава 29 съдии в американския апелативен съд, повече от който и да е президент в модерната история през първите две години от мандата си. В сравнение с президента Обама, Тръмп номинира по-малко жени и цветнокожи съдии.